# ОАР на Олімпійських іграх
Об'єднана Арабська Республіка брала участь у трьох літніх Олімпійських іграх: у 1960 році у Римі, у 1964 році у Токіо і у 1968 році у Мехіко. У зимових Олімпійських іграх ОАР ніколи не брала участь. Після розпаду конфедерації у 1961 році, Сирія почала виступати на Олімпійських іграх як самостійна держава, а Єгипет продовжував виступати на Олімпійських іграх під назвою ОАР до ігор у Мюнхені 1972 року.